# 7639 Offutt
7639 Offutt eller 1985 DC1 är en asteroid i huvudbältet som upptäcktes den 21 februari 1985 av Oak Ridge-observatoriet. Den är uppkallad efter den amerikanske astronomen Warren B. Offutt.
Asteroiden har en diameter på ungefär 12 kilometer och den tillhör asteroidgruppen Themis.